# Melanomma aspegrenii
Melanomma aspegrenii är en lavart som först beskrevs av Elias Fries, och fick sitt nu gällande namn av Karl Wilhelm Gottlieb Leopold Fuckel 1870. Melanomma aspegrenii ingår i släktet Melanomma och familjen Melanommataceae.   Inga underarter finns listade i Catalogue of Life.